# MÁV-Baureihe 342
Die MÁV-Baureihe 342 war eine Personenzug-Tenderlokomotivreihe der Ungarischen Staatsbahn MÁV für den Vorortverkehr im Raum Budapest auf Strecken mit schnellem Richtungswechsel ohne Wendemöglichkeit.

## Geschichte

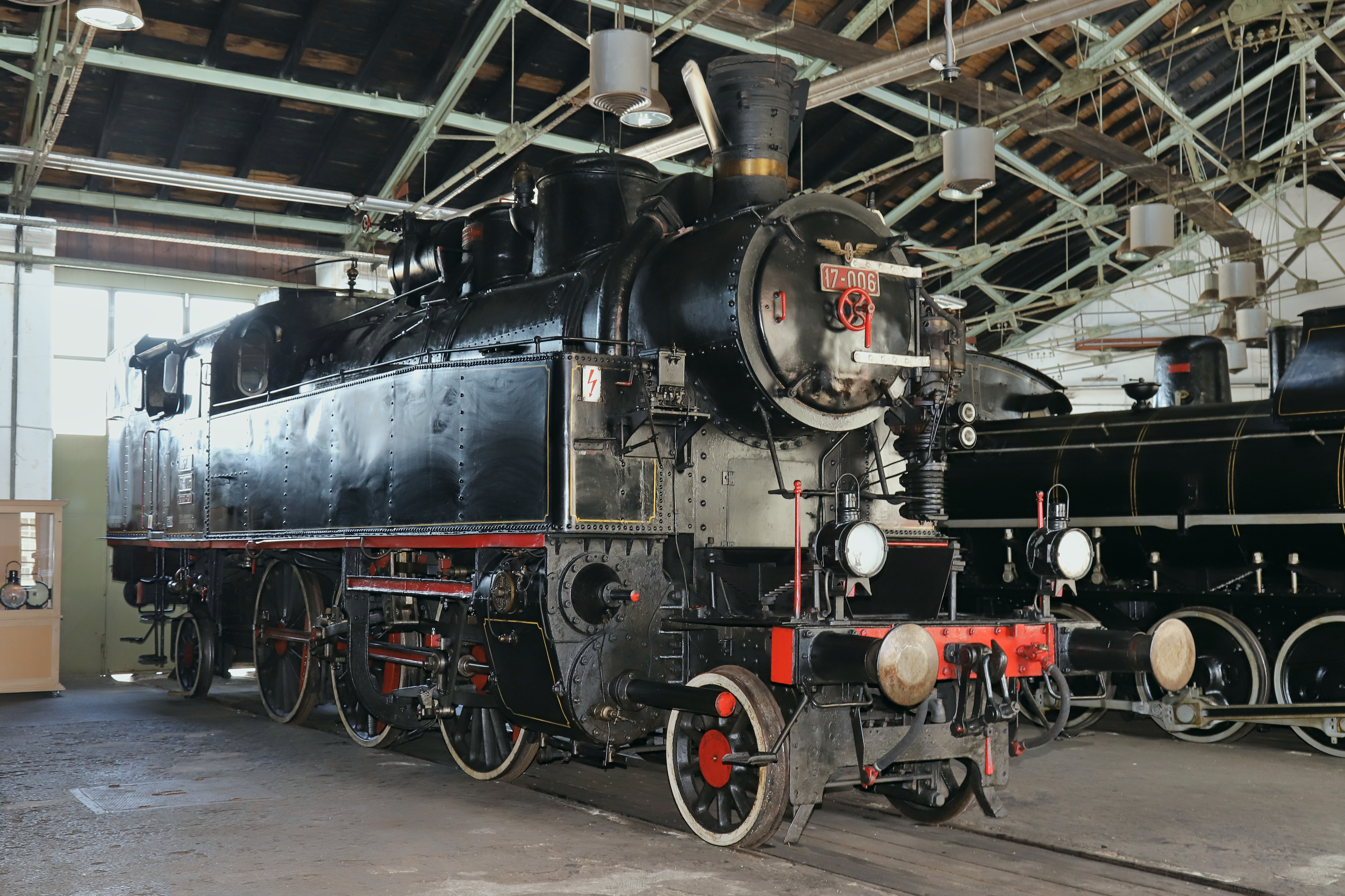
JŽ 17-006 im Eisenbahnmuseum Ljubljana

Diese Lokomotive entstand, um den Personenverkehr im Raum Budapest sowie auf anderen kürzeren Verbindungsbahnen zu modernisieren. Als Ableitung der bewährten Reihe TV entstanden zunächst 1915 in den Budapester Lokomotivwerkstätten MÁVAG zwei Muster, die restlichen Serienlokomotiven wurden bis 1918 von der MÁVAG und Henschel in Kassel gefertigt.
Die Lokomotive konnte auf ebener Strecke 258 t, auf 5 ‰ 109 t, auf 10 ‰ 53 t und auf 16 ‰ 19 t mit 85 km/h befördern. Den stark anwachsenden Berufsverkehr im Raum Budapest konnten die Lokomotiven nach kurzer Zeit kaum noch bewältigen (besonders wenn es in Steigungen von 7 bis 8 Promille anzufahren galt), so dass sie dort von der stärkeren Nachfolgebauart 442 abgelöst wurde. Während ihres langen Einsatzes wurde sie über viele Bahnverwaltungen in Europa verbreitet, fünf Lokomotiven landeten mit der Bezeichnung 364.1 durch Gebietsabtretungen  auf slowakischem Gebiet.
Dienstalter von 40 Jahren waren bei dieser Baureihe keine Seltenheit. 1965 begannen die ersten dienstbedingten Ausmusterungen, um 1972 waren die Fahrzeuge aus ihrem aktiven Dienst ausgeschieden. Einige Fahrzeuge sind erhalten geblieben. So steht z. B. die 342.006 im Bahnpark Budapest.

## Technische Merkmale
Nachdem die ersten beiden Musterfahrzeuge noch mit Kupferfeuerbüchsen gefertigt wurden, entschied man sich für die Serie auf Grund der Materialknappheit für den Brotankessel. Die angegebenen technischen Daten beziehen sich auf die ersten beiden Lokomotiven, die Daten der Serie wichen geringfügig ab.
Das Laufwerk wurde mit Laufachsen nach der Bauart Adams gestaltet, durch die große geführte Länge besaß die Maschine einen ruhigen Lauf, so dass die Geschwindigkeit bis 90 km/h ausgefahren werden konnte.
Ein Nachteil dieser Gattung war, dass die Rauchgase infolge der kurzen Feuer- und Rauchrohre bei hoher Temperatur und daher nicht voll ausgenützt entströmten.